# Полянский, Виталий Владимирович
Вита́лий Влади́мирович Поля́нский (укр. Віталій Володимирович Полянський; род. 30 ноября 1988, Днепропетровск) — украинский футболист, защитник.

## Биография

### Ранние годы
В ДЮФЛ выступал за днепропетровские УФК и «Интер» и «Обрий» из Никополя. Всего на детско-юношеском уровне провёл 39 матчей и забил 3 гола, после чего играл в чемпионате Харьковской области за фарм-клуб «Металлиста». Профессиональную карьеру начал в клубе «Сталь» из Днепродзержинска, однако дебютировать в официальных матчах ему не удалось.

### Клубная карьера
Вторую половину сезона 2007/08 провёл в мелитопольском «Олкоме». После играл за эстонский клуб высшей лиги «Вапрус», где провёл 17 матчей и забил 2 гола. Зимой 2009 года перешёл в луцкую «Волынь». В Первой лиге дебютировал 6 апреля 2009 года в матче против харьковского «Гелиоса» (3:0). Всего в команде Виталия Кварцяного провёл 9 матчей.
Летом 2009 года перешёл в «Феникс-Ильичёвец». Однако задержался в крымской команде недолго, поскольку принял предложение от команды второго дивизиона Черногории: «Ибар» (Рожае). После чего играл на любительском уровне в Украине, а в 2011 году выступал уже за литовский «Мажейкяй», где провёл 26 матчей в высшей лиге. В 2012 году играл за ялтинскую «Жемчужину» в любительском чемпионате Украины.
Позже снова выступал за клубы первой и второй лиги украинского футбола: «Олимпик» (Донецк) и «Славутич» (Черкассы), где в общей сложности провёл 14 официальных матчей. В 2013 и 2014 году снова играл в любительском первенстве за ФК «Никополь» и «ВПК-Агро» (Шевченковка).
После чего снова уехал за границу и на этот раз остался там уже надолго — выступал за клубы как первой так и высшей лиги: «Джюгас» (Тельшяй), «Утенис» (Утена) и РФС (Рига). Всего в клубах стран Прибалтики провёл более 130 официальных матчей из них более 60 на самом высоком уровне.
В марте 2019 года подписал контракт с запорожским «Металлургом», а уже в июле стал игроком черновицкой «Буковины». Однако перед этим снова выступал в любительской команде. Сезон 2020/21 провел в составе клуба: «Никополь», а с лета 2021 года является одним из лидеров команды «Тростянец».

## Статистика
| Литва            | Матчи | Количество забитых мячей |
| ---------------- | ----- | ------------------------ |
| Высшая лига      | 41    | 2                        |
| Кубок            | 4     | 1                        |
| Первая лига      | 72    | 12                       |
| Всего            | 117   | 15                       |
| Эстония          | Матчи | Количество забитых мячей |
| Высшая лига      | 17    | 2                        |
| Латвия           | Матчи | Количество забитых мячей |
| Высшая лига      | 3     | 0                        |
| Украина          | Матчи | Количество забитых мячей |
| Первая лига      | 20    | 0                        |
| Кубок            | 6     | 0                        |
| Вторая лига      | 84    | 13                       |
| Всего            | 110   | 13                       |
| Всего за карьеру | 247   | 30                       |